# David Toms
David Wayne Toms (Monroe, 4 gennaio 1967) è un golfista statunitense.
Tra il 2001 e il 2006 è stato per oltre 175 settimane tra i primi dieci classificati dell'Official World Golf Rankings.
Ha ottenuto la sua unica vittoria in uno dei quattro grandi tornei major nel 2001, quando si è imposto al PGA Championship, stabilendo nell'occasione il record del minor numero di colpi impiegati per concludere una prova dei major stessi.
Complessivamente in carriera ha vinto 16 tornei.
Attualmente disputa il PGA Tour.